# Palciînți, Volociîsk
Palciînți (în ucraineană Пальчинці) este un sat în comuna Avratîn din raionul Volociîsk, regiunea Hmelnîțkîi, Ucraina.

## Demografie
Componența lingvistică a localității Palciînți
     Ucraineană (100%)
Conform recensământului din 2001, toată populația localității Palciînți era vorbitoare de ucraineană (100%).